# Fort McDowell-reservatet
Fort McDowell-reservatet er et indianerreservat, der har hovedsæde i byen Fort McDowell, Arizona, USA.
Beliggenhed: 58 km øst for Phoenix i Maricopa County.
Stamme: Yavapai Apache, Apache og Mojave Apache. Kendt for: Kurvevævning.